# Грінпорт (округ Саффолк, Нью-Йорк)
Грінпорт (англ. Greenport) — селище (англ. village) в США, в окрузі Саффолк штату Нью-Йорк. Населення — 2583 особи (2020).

## Географія
Грінпорт розташований за координатами 41°6′9″ пн. ш. 72°22′0″ зх. д. / 41.10250° пн. ш. 72.36667° зх. д. (41.102428, -72.366763).  За даними Бюро перепису населення США в 2010 році селище мало площу 3,12 км², з яких 2,48 км² — суходіл та 0,64 км² — водойми.

### Клімат
| Клімат : Грінпорт       | Клімат : Грінпорт | Клімат : Грінпорт | Клімат : Грінпорт | Клімат : Грінпорт | Клімат : Грінпорт | Клімат : Грінпорт | Клімат : Грінпорт | Клімат : Грінпорт | Клімат : Грінпорт | Клімат : Грінпорт | Клімат : Грінпорт | Клімат : Грінпорт | Клімат : Грінпорт |
| Показник                | Січ.              | Лют.              | Бер.              | Квіт.             | Трав.             | Черв.             | Лип.              | Серп.             | Вер.              | Жовт.             | Лист.             | Груд.             | Рік               |
| Абсолютний максимум, °C | 17,2              | 19,4              | 24,4              | 30,6              | 35,0              | 33,3              | 36,1              | 36,7              | 34,4              | 27,8              | 24,4              | 22,2              | 36,7              |
| Середній максимум, °C   | 2,9               | 4,1               | 7,8               | 12,9              | 18,4              | 23,6              | 26,6              | 26,3              | 22,7              | 17,1              | 11,7              | 6,2               | 15,0              |
| Середня температура, °C | −0,8              | 0,1               | 3,7               | 8,8               | 14,1              | 19,5              | 22,7              | 22,4              | 18,9              | 13,1              | 7,7               | 2,4               | 11,1              |
| Середній мінімум, °C    | −4,5              | −3,9              | −0,4              | 4,6               | 9,7               | 15,4              | 18,9              | 18,6              | 15,0              | 9,1               | 3,8               | −1,2              | 7,1               |
| Абсолютний мінімум, °C  | −21,1             | −18,3             | −17,8             | −8,9              | −2,8              | 2,2               | 7,2               | 4,4               | −1,1              | −5                | −8,3              | −21,7             | −21,7             |
| Норма опадів, мм        | 90                | 93                | 114               | 104               | 86                | 118               | 82                | 111               | 96                | 108               | 101               | 96                | 1201              |
| Днів з опадами          | 9,1               | 8,5               | 10,1              | 11,0              | 11,2              | 9,6               | 8,4               | 8,1               | 8,9               | 8,8               | 9,4               | 11,5              | 114,6             |
| ----------------------- | ----------------- | ----------------- | ----------------- | ----------------- | ----------------- | ----------------- | ----------------- | ----------------- | ----------------- | ----------------- | ----------------- | ----------------- | ----------------- |
| Джерело: NOAA           |                   |                   |                   |                   |                   |                   |                   |                   |                   |                   |                   |                   |                   |

## Демографія
Згідно з переписом 2010 року, у селищі мешкало 2197 осіб у 820 домогосподарствах у складі 469 родин. Густота населення становила 704 особи/км².  Було 1191 помешкання (382/км²).
Расовий склад населення:
| - 66,5 % — білих - 10,4 % — чорних або афроамериканців - 0,6 % — азіатів - 0,2 % — корінних американців - 19,3 % — осіб інших рас |

До двох чи більше рас належало 3,0 %. Частка іспаномовних становила 34,0 % від усіх жителів.
За віковим діапазоном населення розподілялося таким чином: 18,5 % — особи молодші 18 років, 63,8 % — особи у віці 18—64 років, 17,7 % — особи у віці 65 років та старші. Медіана віку мешканця становила 40,7 року. На 100 осіб жіночої статі у селищі припадало 100,8 чоловіків;  на 100 жінок у віці від 18 років та старших — 101,5 чоловіків також старших 18 років.
Середній дохід на одне домашнє господарство  становив 80 122 долари США (медіана — 56 212), а середній дохід на одну сім'ю — 82 944 долари (медіана — 59 000). Медіана доходів становила 48 750 доларів для чоловіків та 35 978 доларів для жінок. За межею бідності перебувало 17,7 % осіб, у тому числі 26,5 % дітей у віці до 18 років та 4,8 % осіб у віці 65 років та старших.
Цивільне працевлаштоване населення становило 1080 осіб. Основні галузі зайнятості: освіта, охорона здоров'я та соціальна допомога — 32,4 %, роздрібна торгівля — 14,2 %, будівництво — 11,5 %, мистецтво, розваги та відпочинок — 9,6 %.